# Cassifone
Cassifone, secondo la mitologia greca, è la figlia di Ulisse e della maga Circe. Cassifone uccide per sbaglio il padre Ulisse, alcuni anni dopo che questi è riuscito finalmente a tornare ad Itaca. Telemaco, il figlio che Ulisse ha avuto dalla sua sposa Penelope, vendica Ulisse uccidendo Cassifone. Circe e Telemaco si innamorano e si sposano. Circe, venendo a sapere che il suo amato è colui che ha assassinato la figlia, tenta di ucciderlo, ma fallisce; è invece Telemaco ad uccidere lei per legittima difesa. Preso dai sensi di colpa, Telemaco si getta infine da un'altissima scogliera.
Secondo altre versioni, Cassifone sposa il fratellastro Telemaco, per poi vendicarsi di lui, quando l'uomo le uccide la madre.